# George Simpson (guvernör)
George Simpson (född 1786 eller 1787 i Loch Broom, Skottland - död 7 september 1860 i Québec) var guvernör över Ruperts land, administratör över Northwest Territories och Oregon i Kanada 1821-1856. Han ansvarade för reorganisationen av den kanadensiska pälshandeln efter Hudson Bay-kompaniets sammanslagning med Nordvästkompaniet 1821.